# Fekri Hamad
Fekri Hamad, född 1966, är en imam verksam i Västerås, och omskriven i media som just Västeråsimamen.  År 2015 blev han imam i Västerås moské i Råby. Han var tidigare under en längre tid verksam som imam i Koppargården i Landskrona. Hamad togs under 2019 i förvar av Migrationsverket i samarbete med Säkerhetspolisen. Aktionen beskrivs av myndigheten som en åtgärd mot islamistisk terrorism.
Imamen är flitig föreläsare och verksam som religiös ledare i Sverige. Försvarshögskolans terrorexperter beskriver Hamad som: "en av de mest hårdföra salafisterna i Sverige", och enligt Säkerhetspolisen ett hot mot rikets säkerhet.

## Yrke
Hamad var under våren 2018 ansvarig på Yrkesakademin, som var underleverantör till Arbetsförmedlingen, för stöd- och matchningsprojekt som riktades till personer i utsatta områden. I kommunikation beskrev Hamad själv det som jobb "för muslimer", där man inte skulle behöva ta i en kvinnans hand som man. Hans anställning och projektet avslutades efter sex månader.

## Utvisningsbeslut
I oktober 2019 beslutade regeringen att Hamad, tillsammans med imamerna Abo Raad, Abdel Nasser El Nadi och ytterligare fyra imamer skulle utvisas ur Sverige på livstid enligt Lagen om särskild utlänningskontroll (LSU). Migrationsöverdomstolen beslutade att verkställighetshinder och domstolen bara kunde godkänna utvisningarna om  ”tillförlitliga diplomatiska garantier” kunde fås ifrån deras hemländer. Därmed blev de kvar i Sverige.   Beslutet att behålla dem i Sverige på grund av de risker de löpte i hemlandet menade forskaren Magnus Norell i grunden var en bedömningsfråga av dessa risker samt om säkerheten för landets medborgare mellan säkerheten för de utvisade.

## Verksamhet i Sverige efter utvisningsbeslutet
Två år efter utvisningsbeslutet förlorade Hamad sin vigselrätt hos kammarkollegiet efter en begäran från Sveriges muslimska förbund. År februari 2023 uppmärksammades det av Expressen att han fortsatte viga par och även krävt en wali för kvinnan, det vill säga en manlig förmyndare, för att godkänna den muslimska ceremonin. Han skall ha återfått sin vigselrätt veckan innan artikeln publicerades på Expressen.
I januari 2023 dömdes Hamad till en månads fängelse för att ha brutit mot sin anmälningsplikt till polisen.